# Фацеція
Фацеція, фацетія (лат. facetia) — в літературі епохи Відродження невелике гумористичне оповідання на кшталт анекдоту.

## Короткий опис
Улюблений жанр ренесансних прозаїків, що спирався на античні традиції та набутки італійського фольклору. Спершу спільною мовою їх була латина, з її дивовижною гнучкістю пристосовуватися до зворотів грубуватого життєвого гумору епохи Відродження. Типовими темами фацецій були сюжети про хабарників, скнар, дурнів, пройдисвітів, винахідливих жінок, амбітних лицарів, недолугих селян, що протиставлися городянину. Одним з перших до жанру фацецій звернувся італійський гуманіст Поджо Браччоліні (1380–1459), він написав збірку «Вільні фацеції» латиною. Послідовниками Браччоліні були Г. Бебель, Н. Фрішлін, Еразм Роттердамський та ін. Твори Браччоліні перекладалися живонародними мовами. Італійською його фацеції з'явилися в перекладі Л. Доменікі та Л. Карбоне, німецькою — в перекладі Й. Ґаста, польською фацеції переклали Б. Папроцький, Л. Гурницький. Фацеції Браччоліні були перекладені також давньоукраїнською й опубліковані у збірниках «Римські діяння» та «Велике зерцало».
Фацеції мали вплив на байки О. Сумарокова та І. Крилова, а також на лубкову літературу.
Такі давньоукраїнські автори, як Лазар Баранович, Іоаникій Галятовський, Антоній Радивиловський, Стефан Яворський та ін. використовували фацеції в своїх проповідях, поширюючи їх серед селян. В Україні особливо популярними були сюжети про хитруна, який ділив одного птаха між усіма членами родини, а також про зрадливих чи впертих дружин.
До збірників фацецій потрапляли нові твори, написані в традиції національного наративу, які згодом входили до фольклорного репертуару.